# Примча Вас
Примча Вас (словен. Primča vas) — поселення в общині Іванчна Гориця, Осреднєсловенський регіон, Словенія. Висота над рівнем моря: 344,4 м.